# China Construction Bank

De China Construction Bank (CCB) (Vereenvoudigd Chinees: 中国建设银行, Traditioneel Chinees: 中國建設銀行) is een van de vier grootste banken in de Volksrepubliek China.

## Geschiedenis
De bank werd opgericht op 1 oktober 1954 onder de naam People's Construction Bank of China en op 26 maart 1996 werd de huidige naam geïntroduceerd. In september 2004 kreeg het bedrijf aandelen, maar het duurde tot oktober 2005 tot het een beursnotering kreeg op de Hong Kong Stock Exchange. Twee jaar later volgde een notering van A-aandelen op de Shanghai Stock Exchange. 
De belangrijkste aandeelhouder is het Central Hujin Investment. Dit sovereign wealth fund heeft een belang van 57% in de bank. Het heeft ook belangen in andere financiële instellingen, waaronder de andere drie grote Chinese banken. Central Huijin heeft zelf geen commerciële activiteiten en is alleen een houdstermaatschappij voor de staat.   

## Activiteiten
De bank biedt een breed pakket van bankdiensten aan zakelijke en particuliere klanten. Het verstrekt vooral leningen voor bouwprojecten en infrastructurele werken. In China heeft het een groot network van 15.000 kantoren. Het telde in 2014 3,5 miljoen zakelijke klanten en meer dan 300 miljoen retailklanten. Buiten China heeft het vestigingen in, onder andere, Hongkong, Singapore, Frankfurt, Tokio, Seoul, New York en Taipei. Sinds 30 juni 2015 heeft de bank ook een kantoor in Amsterdam.
De rentemarge levert met zo’n 80% de belangrijkste bijdrage aan de inkomsten. De rentemarge lag in 2014 op 2,5% en dit is het dubbele van wat in Nederland gangbaar is.

## Schandaal
De voorzitter, Zhang Enzhao, nam op 16 maart 2005 ontslag vanwege "persoonlijke problemen". Echter, een proces in de Verenigde Staten beweert dat hij steekpenningen van een miljoen dollar ontving van Alltel Information Services om zichzelf van een contract te verzekeren.